# Le Crucifiement de saint André
Le Crucifiement de saint André est un tableau de Caravage peint vers 1607 et conservé au musée d'art de Cleveland.
C'est le vice-roi de Naples, le comte de Benavente, qui en passe la commande au peintre lombard alors que ce dernier séjourne dans la cité napolitaine. Le tableau représente la mort miraculeuse de saint André sur la croix. Il s'agit d'une représentation biblique peu habituelle, à la fois par son sujet même, mais aussi par la forme orthogonale de la croix de saint André.

## Historique
Le tableau est commandé par Juan Alonso Pimentel de Herrera, comte de Benavente et vice-roi de Naples de 1603 à 1610. Commandé avant la fin de 1607, il est sans doute réalisé la même année, même si la chercheuse Mina Gregori estime que l'artiste a pu l'achever en 1610, au retour de Caravage à Naples. Le musée américain qui abrite désormais le tableau propose la date de 1606-1607.

## Iconographie
Contrairement aux normes habituelles de l'iconographie chrétienne, saint André n'est pas ici crucifié sur une croix diagonale. C'est peut-être le commanditaire lui-même, le comte de Benavente — particulièrement dévot à saint André —, qui a pu proposer cette interprétation insolite. Bien que peu commune, elle n'est toutefois pas entièrement inédite : des antécédents se trouvent chez des peintres vénitiens du XVIe siècle et un traité théologique de 1593 par Johannes Molanus en recommande même l'usage.

## Description
La scène représente l'apôtre André sur la croix, sur le point de rendre l'âme après deux jours de martyre, selon la Légende dorée de Jacques de Voragine. Caravage représente ici non pas le moment où l'apôtre est attaché à la croix, mais celui du miracle : alors que le saint ne meurt pas et continue de prêcher, c'est au moment où on ordonne de le détacher qu'il meurt, lorsque s'éteint la lumière divine signalant le miracle.
Un bourreau juché sur une échelle s'affaire à détacher ses liens afin de le descendre de la croix orthogonale sur laquelle le saint a été lié. Quatre personnes au pied de la croix observent la scène avec stupeur : à gauche une vieille femme compatissante, au goitre très visible et aux traits remarquablement réalistes ; à droite trois hommes dont l'un, en armure et chapeau à plumes, peut représenter le proconsul Égéas qui a prononcé la condamnation. Tous sont vêtus en habits modernes. Le cadrage à mi-corps, associé à l'espace libéré près de l'officier en armure, invite le spectateur à clore le cercle des témoins et ainsi à être impliqué dans la scène.